# Тижан
Тижан (на английски: Tijan) е плодовита американска писателка на произведения в жанра съвременен и паранормален любовен роман, романтичен трилър и еротична литература. Тижан е и нейният псевдонима, под който публикува творбите си.

## Биография и творчество
Тижан Майер е родена в САЩ. Започва да пише в по-късна възраст. Първоначално публикува в сайт за безплатно четене.
Първият ѝ роман „Дейви Харууд“ от едноименната поредица е издаден през 2011 г., а първият ѝ самостоятелен роман „Брейди Ремингтън ме вкара в затвора“ е издаден през 2012 г. Следват много други нейни произведения и поредици.
През 2019 г. е издаден романът ѝ „Бенет Мафия“ от едноименната поредица. В него главната героиня е отвлечена от брата на своята бивша съученичка от академията, а семейството му се оказва част от мафията.
През 2021 г. е издаден романът ѝ „Привилегированите“ от едноименната поредица. Главната героиня, Бейли Хейес, е талантливо, но обикновено момиче. Една нощ обаче е взета за заложник, а след неочакваното спасение научава, че е дъщеря на милиардера Питър Франсис от привлекателния съдружник на баща ѝ – Каштън Колело. Тя ще трябва да живее под постоянна охрана и със семейни тайни, а на това не е свикнала.
Тижан живее в Северна Минесота.

## Произведения

### Самостоятелни романи
- Brady Remington Landed Me in Jail (2012)[1][2][3][4]
- The Original Crowd (2014)
- A Whole New Crowd (2014)
- Sustain (2015)
- Kian (2015)
- Evil (2016)
- Anti-Stepbrother (2016)
- Home Tears (2016) – издаден и като Home Torn
- Cole (2017)
- Hate to Love You (2017)
- Ryan's Bed (2018)
- Bad Boy Brody (2018)
- Teardrop Shot (2019)
- Enemies (2019)
- Rich Prick (2020)
- The Not-Outcast (2020)
- Canary (2021)

### Поредица „Дейви Харууд“ (Davy Harwood)
1. Davy Harwood (2011)[1]
2. Davy Harwood in Transition (2012)
3. Davina (2016)

### Поредица „Падналият“ (Fallen Crest High)
1. Fallen Crest High (2012)[1][2][3][4]
2. Fallen Crest Family (2013)
3. Fallen Crest Public (2013)
4. Fallen Fourth Down (2014)
5. Fallen Crest University (2015)
6. Fallen Crest Christmas (2015)
7. Fallen Crest Home (2017)
8. Fallen Crest Forever (2017)

### Поредица „Бенет Мафия“ (Bennett Mafia)
1. Bennett Mafia (2019)[1][2]
Бенет Мафия, изд.: „Уо“, София (2021), прев. Десислава Недялкова
2. Jonah Bennett (2021)

### Поредица „Привилегированите“ (The Insiders)
1. The Insiders (2021)[1][2]
Привилегированите, изд.: „Уо“, София (2021), прев. Милена Илиева
2. The Damaged (2022)
Прекършените, изд.: „Уо“, София (2022), прев. Мариана Христова
3. The Revenge (2022)

### Други поредици
- Поредица „Измъчен“ (Jaded)[1][4]
- Поредица „Счупен и прецакан“ (Broken and Screwed)
- Поредица „Картър Рийд“ (Carter Reed)
- Поредица „Екип“ (Crew)
- Поредица „Кралете на Ню Йорк“ (Kings of New York)

### Новели
- Crossover (2014)
- Fighter (2015)
- Micaela's Big Bad (2020)